# Список послов России и СССР в Дании
В статье представлен список послов России и СССР в Дании.

## Хронология дипломатических отношений
- 1700 г. — установлены дипломатические отношения на уровне миссий. Открыта российская миссия в Копенгагене.
- 1893 г. — российская миссия преобразована в посольство.
- 26 октября 1917 г. — дипломатические отношения прерваны после Октябрьской революции.
- 18 июня 1924 г. — установлены дипломатические отношения на уровне миссий.
- 22 июня 1941 г. — дипломатические отношения прерваны правительством Дании.
- 18—23 апреля 1944 г. — установлены дипломатические отношения между СССР и датским «Советом свободы».
- 10—16 мая 1945 г. — восстановлены дипломатические отношения на уровне миссий.
- 6—18 августа 1955 г. — миссии преобразованы в посольства.

## Список послов
| Срок полномочий                    | Посол                               | Годы жизни | Вручение верительных грамот | Комментарии                                |
| ---------------------------------- | ----------------------------------- | ---------- | --------------------------- | ------------------------------------------ |
| Русское царство                    |                                     |            |                             |                                            |
| Август 1700 — 4 сентября 1707      | Андрей Петрович Измайлов            | ?—1714     |                             | Посланник                                  |
| 4 сентября 1707 — 17 июля 1720     | Василий Лукич Долгоруков            | 1672—1739  |                             |                                            |
| Российская империя                 |                                     |            |                             |                                            |
| 1721 — 1731                        | Алексей Петрович Бестужев-Рюмин     | 1693—1766  |                             | Резидент                                   |
| 1 февраля 1731 — 28 ноября 1734    | Казимир Христофор Бракель           | 1686—1741  |                             | Полномочный министр                        |
| 1734 — 1740                        | Алексей Петрович Бестужев-Рюмин     | 1693—1766  |                             | Резидент                                   |
| 27 марта 1740 — 18 февраля 1741    | Иоганн Альбрехт Корф                | 1697—1766  |                             | Посланник                                  |
| 18 февраля 1741 — 31 октября 1741  | Пётр Григорьевич Чернышёв           | 1712—1773  |                             | Посланник                                  |
| 31 октября 1741 — 23 января 1746   | Иоганн Альбрехт Корф                | 1697—1766  |                             | Посланник                                  |
| 23 января 1746 — 31 мая 1747       | Алексей Михайлович Пушкин           | 1710—1785  |                             | Посланник                                  |
| 1747 — 1748                        | Никита Иванович Панин               | 1718—1783  |                             | Посланник                                  |
| 31 января 1748 — 27 марта 1766     | Иоганн Альбрехт Корф                | 1697—1766  |                             | Посланник                                  |
| 1766 — 1770                        | Михаил Михайлович Философов         | 1732—1811  |                             | Посланник                                  |
| 27 июня 1770 — ноябрь 1772         | Иван Иванович Местмахер             | 1733—1805  |                             | Управляющий посольством                    |
| 1772 — 1774                        | Иван Матвеевич Симолин              | 1720—1799  |                             | Посланник                                  |
| 1775 — 1784                        | Карл Иванович Остен-Сакен           | 1733—1808  |                             | Посланник                                  |
| 1784 — май 1786                    | Андрей Кириллович Разумовский       | 1752—1836  |                             | Посланник                                  |
| 1786 — 1794                        | Алексей Иванович Криденер           | 1746—1802  |                             | Посланник                                  |
| 1794 — 1797                        | Иван Карлович Штакельберг           | 1754—1823  |                             | Посланник                                  |
| 30 апреля 1797 — 24 октября 1798   | Родион Александрович Кошелев        | 1749—1827  |                             | Посланник                                  |
| 1799 — 1800                        | Иван Матвеевич Муравьёв-Апостол     | 1762—1851  |                             | Министр-резидент                           |
| 13 сентября 1800 — 14 октября 1815 | Василий Григорьевич Лизакевич       | 1737—1815  |                             | Посланник                                  |
| 1815 — 1816                        | Исаак Абрамович Бринен              | 1768—1848  |                             | Поверенный в делах                         |
| 13 мая 1816 — 30 апреля 1847       | Павел Андреевич Николаи             | 1777—1866  |                             | Посланник                                  |
| 17 августа 1847 — 7 ноября 1860    | Эрнест Романович Унгерн-Штернберг   | 1794—1879  |                             | Посланник                                  |
| 7 ноября 1860 — 2 октября 1867     | Николай Павлович Николаи            | 1818—1869  |                             | Посланник                                  |
| 27 октября 1867 — 13 июля 1882     | Артур Павлович Моренгейм            | 1824—1906  |                             | Посланник                                  |
| 13 июля 1882 — 2 февраля 1893      | Карл Карлович Толь                  | 1834—1893  |                             | Посланник                                  |
| 14 февраля 1893 — 1 января 1897    | Михаил Николаевич Муравьёв          | 1845—1900  |                             |                                            |
| 4 февраля 1897 — 1902              | Александр Константинович Бенкендорф | 1849—1916  |                             |                                            |
| 24 октября 1902 — 20 апреля 1906   | Александр Петрович Извольский       | 1856—1919  |                             |                                            |
| 1906 — 20 сентября 1910            | Иван Александрович Кудашев          | 1859—1933  |                             |                                            |
| 1910 — 3 марта 1917                | Карл Карлович Буксгевден            | 1856—1935  |                             |                                            |
| Временное правительство России     |                                     |            |                             |                                            |
| 3 июня 1917 — 26 октября 1917      | Матвей Маркович Севастопуло         | 1868—1943  |                             | Посланник                                  |
| РСФСР                              |                                     |            |                             |                                            |
| Ноябрь 1917 — 1919                 | Вацлав Вацлавович Воровский         | 1871—1923  |                             | Дипломатический представитель              |
| СССР                               |                                     |            |                             |                                            |
| 1923 — 20 ноября 1924              | Цезарь Адольфович Гейн              | 1890—1938  |                             | Дипломатический представитель              |
| 10 декабря 1924 — 1 июля 1933      | Михаил Вениаминович Кобецкий        | 1881—1937  | 23 декабря 1924             | Полномочный представитель                  |
| 1 июля 1933 — 31 августа 1934      | Фёдор Фёдорович Раскольников        | 1892—1939  | 20 сентября 1933            | Полномочный представитель                  |
| 21 сентября 1934 — 1 января 1938   | Николай Сергеевич Тихменев          | 1885—1963  | 7 ноября 1934               | Полномочный представитель                  |
| 1939 — 22 июня 1941                | Иван Филиппович Власов              | 1904—1941  |                             | Временный поверенный                       |
| 22 июня 1945 — 15 июля 1950        | Андрей Иванович Плахин              | 1904—1957  | 25 июля 1945                | Посланник                                  |
| 15 июля 1950 — 3 июня 1954         | Михаил Сергеевич Ветров             | 1909—1980  | 12 сентября 1950            | Посланник                                  |
| 3 июня 1954 — 19 июля 1955         | Иван Григорьевич Сысоев             | 1903—1957  | 18 июня 1954                | Посланник                                  |
| 19 июля 1955 — 9 сентября 1958     | Николай Васильевич Славин           | 1903—1958  | 17 октября 1955             | Посланник до 16 сентября 1955, затем посол |
| 7 декабря 1958 — 18 февраля 1966   | Климент Данилович Лёвычкин          | 1907—1984  | 5 марта 1959                |                                            |
| 18 февраля 1966 — 16 ноября 1968   | Иван Иванович Ильичёв               | 1905—1983  | 9 марта 1966                |                                            |
| 16 ноября 1968 — 3 июля 1969       | Александр Леонидович Орлов          | 1907—1969  | 9 декабря 1968              |                                            |
| 18 апреля 1970 — 18 мая 1984       | Николай Григорьевич Егорычев        | 1920—2005  | 28 мая 1970                 |                                            |
| 18 мая 1984 — 12 марта 1986        | Лев Исаакович Менделевич            | 1918—1989  | 20 июня 1984                |                                            |
| 12 марта 1986 — 15 сентября 1989   | Борис Николаевич Пастухов           | 1933—2021  |                             |                                            |
| 11 октября 1989 — 13 декабря 1991  | Геннадий Георгиевич Ведерников      | 1937—2001  |                             |                                            |
| Российская Федерация               |                                     |            |                             |                                            |
| 22 апреля 1992 — 25 ноября 1996    | Алексей Александрович Обухов        | 1937—2022  |                             |                                            |
| 25 ноября 1996 — 15 декабря 1999   | Александр Васильевич Чепурин        | 1952—      |                             |                                            |
| 21 декабря 1999 — 16 апреля 2003   | Николай Николаевич Бордюжа          | 1948—      |                             |                                            |
| 1 августа 2003 — 14 сентября 2007  | Дмитрий Борисович Рюриков           | 1947—      |                             |                                            |
| 14 сентября 2007 — 6 апреля 2012   | Теймураз Отарович Рамишвили         | 1955—      |                             |                                            |
| 6 апреля 2012 — 12 декабря 2018    | Михаил Валентинович Ванин           | 1960—      |                             |                                            |
| 12 декабря 2018 — настоящее время  | Владимир Владимирович Барбин        | 1957—      |                             |                                            |